# Nils Zätterström
Nils Zätterström (Malmö, 29 de marzo de 2005) es un futbolista sueco que juega en la demarcación de defensa para el Malmö FF de la Allsvenskan.

## Selección nacional
Tras jugar en las categorías inferiores de la selección, finalmente hizo su debut con la selección de fútbol de Suecia en un partido de la Liga de Naciones de la UEFA 2024-25 contra Azerbaiyán que finalizó con un resultado de 6-0 a favor del combinado sueco tras dos goles de Dejan Kulusevski y cuatro de Viktor Gyökeres.

## Clubes
| Club     | País   | Año   | Partidos | Goles |
| -------- | ------ | ----- | -------- | ----- |
| Malmö FF | Suecia | 2024- | 25       | 3     |